# Phare de Marina di Carrara
Le phare de Marina di Carrara (en italien : Faro di Punta Santa Teresa) est un phare actif situé à Marina di Carrara (it) faisant partie du territoire de la commune de Carrare (province de Massa-Carrara), dans la région de Toscane en Italie. Il est géré par la Marina Militare.

## Histoire
Le phare, mis en service en 1956, est situé au début de la jetée ouest du port de Marina di Carrara. Le complexe consiste en une tour quadrangulaire en maçonnerie blanche, avec une galerie intérieure qui se termine par une terrasse au sommet sur laquelle repose la lanterne circulaire en métal. La tour s'élève à l'angle sud-ouest d'un bâtiment rectangulaire, sur deux niveaux, qui abrite le personnel de service
Relié au réseau électrique, il est entièrement automatisé. Il possède un Système d'identification automatique pour la navigation maritime.

## Description
Le phare  est une tour quadrangulaire de 22 m de haut, avec galerie circulaire et lanterne, adjacente à une maison de gardien en maçonnerie de deux étages. La tour est peinte en blanc et le dôme de la lanterne est gris métallique. Il émet, à une hauteur focale de 22 m, un éclat blanc d'une seconde toutes les 3 secondes. Sa portée est de 17 milles nautiques (environ 32 km) pour le feu principal et 12 milles nautiques (environ 22 km) pour le feu de veille.
Identifiant : ARLHS : ITA-100 ; EF-1846 - Amirauté : E1328 - NGA : 7832 .

## Caractéristiques dufeu maritime
Fréquence : 3 s (W)
- Lumière : 1 seconde
- Obscurité : 2 secondes

|                                  |
| Marina di Carrara (vue aérienne) |

### Lien connexe
- Liste des phares de l'Italie